# 森有礼
- 森有礼
- 森有禮

森 有礼（もり ありのり、旧字体：森 有禮、1847年8月23日（弘化4年7月13日） - 1889年（明治22年）2月12日）は、日本の政治家、外交官、思想家、教育者。通称・助五郎、金之丞。栄典は贈正二位勲一等子爵。
第1次伊藤内閣で初代文部大臣となり、諸学校令制定により大日本帝国期の教育制度を確立した。また明六社、商法講習所（一橋大学の前身）の設立者、東京学士会院（日本学士院の前身）会員であり、明治六大教育家に数えられる。

## 来歴
弘化4年（1847年）、薩摩国鹿児島城下春日小路町（現在の鹿児島県鹿児島市春日町）で薩摩藩士・森喜右衛門有恕の五男として生まれた。兄に横山安武がいる。安政7年（1860年）頃より造士館で漢学を学び、元治元年（1864年）頃より藩の洋学校である開成所に入学し、英学講義を受講する。
慶応元年（1865年）、五代友厚らとともにイギリスに密航、留学し（薩摩藩第一次英国留学生）ユニヴァーシティ・カレッジ・ロンドンで学ぶ。ロンドンでは長州五傑と会う。その後、ロシア帝国を旅行し、さらにローレンス・オリファントの誘いでアメリカにも留学し、オリファントの信奉する新興宗教家トマス・レイク・ハリスの教団「Brotherhood of the New Life」と生活をともにし、キリスト教に深い関心を示した。また、アメリカの教科書を集める。
明治元年（1868年）6月帰国。7月25日外国官権判事に任じられた 。22歳で高官になり月俸200円を給されていたが、30円で十分だと、9月10日、鮫島尚信と共に、自分たちの「減俸嘆願書」を上申した。
明治3年（1870年）秋、 少弁務使としてアメリカに赴任する。
1872年2月3日、アメリカ駐在少弁務使としてアメリカの有識者に日本の教育について意見を求める（その返書を1873年『Education in Japan』（『日本における教育』）として刊行）。1872年11月25日、ワシントンで『Religious Freedom in Japan』（『日本における宗教の自由』）を発表。
明治6年（1873年）夏、帰国すると福澤諭吉・西周・西村茂樹・中村正直・加藤弘之・津田真道・箕作麟祥らと共に明六社を結成する。1874年5月から1875年2月に『明六雑誌』に「妻妾論」を発表。一夫一婦を主張する。
明治8年（1875年）、東京銀座尾張町に私塾・商法講習所（一橋大学の前身）を開設する。駐英公使をつとめていたときに、ハーバート・スペンサーから大きな影響をうけたといわれる。
同年2月6日、福澤諭吉が証人となり、幕臣広瀬秀雄の娘広瀬常との結婚に際して3か条を交換して婚姻契約書に署名し結婚した（第3条に夫婦の共有物は無断で処分してはならぬ旨条項あり）。契約結婚のはしりと言われた。
同年11月、清国公使になる。明治9年（1876年）1月、保定府（北京の南方）で李鴻章と会談。
明治12年（1879年）11月、英国公使になる。
明治18年（1885年）12月22日、第1次伊藤内閣の下で初代文部大臣に就任し（死没日まで）、東京高等師範学校（東京教育大学を経た、現在の筑波大学）を「教育の総本山」と称して改革を行うなど、日本における教育政策に携わる。また、「良妻賢母教育」こそ国是とすべきであると声明。翌年それに基づく「生徒教導方要項」を全国の女学校と高等女学校に配る。 
明治19年（1886年）には、学位令を発令し、日本における学位として大博士と博士の二等を定めたほか、教育令に代わる一連の「学校令」の公布に関与し、様々な学校制度の整備に奔走した。黒田内閣でも留任。
明治20年（1887年）4月には、大日本教育会の果たすべき役割の重要性について私案を提出している（1884年の学習院講堂で開かれた常集会でも大木喬任とともに演説を行っている）。
しかし明治22年（1889年）2月11日の大日本帝国憲法発布式典の日、それに参加するため官邸を出た所で国粋主義者・西野文太郎に短刀で脇腹を刺された。応急手当を受けるが傷が深く、翌日午前5時に死去。43歳だった。
当時の新聞が、「ある大臣が伊勢神宮内宮を訪れた際、社殿にあった御簾をステッキでどけて中を覗き、土足厳禁の拝殿を靴のままで上った」と報じ（伊勢神宮不敬事件）問題となった。この「大臣」とは森のことではないのかと、急進的な欧化主義者であった森に人々から疑いの目が向けられる事となった。この事件は事実かどうかは定かではないが、この一件が森が暗殺される原因になった。木場貞長はのちにこの事件は事実無根であると書き残している。

## 人物
- 英語の国語化を提唱（国語外国語化論）。

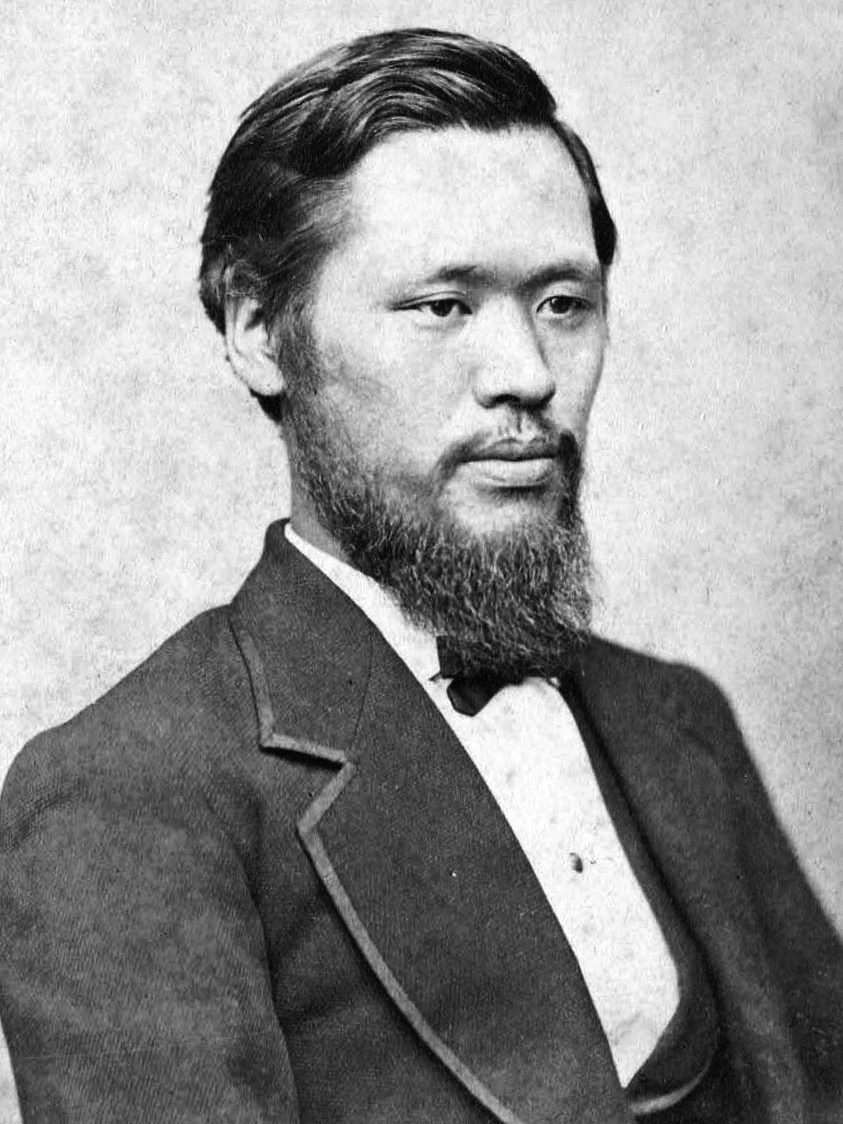
森有礼（1871年）

- 森の国語英語化論においては、馬場辰猪・西周・清水卯三郎・黒川真頼が反対の説を唱えた。黒川真頼は明治8年（1875年）６月、『言語文字改革ノ説ノ弁』を『洋々社談』第二号に発表し、痛烈に批判した[9][10]。
- 森の急進的な考えには当時の大衆の感覚とは乖離したものがあり、「明六の幽霊（有礼）」などと皮肉られもした。
- 明治4年（1872年）に設立された日本アジア協会の会員であった（設立時点で唯一の日本人会員[11][12]）。明治6年（1874年）2月の例会で神道に関するディスカッションが行われた際には、「神道の中心思想は死者に対する敬虔な崇拝だ。日本の絶対主義的現政権を維持するために政府が巧みにこれを政治利用したことは実に正当だったと考えるが、日本の初期の歴史記録とされている書物は信頼に値するとは到底言えない」という意見をのべている[11][13]。
- 広瀬常との結婚は、日本における最初の契約結婚となった。契約は「それぞれが妻、夫であること」、「破棄しない限り互いに敬い愛すこと」、「共有物については双方の同意なしに貸借売買しないこと」の3条から成り、福沢諭吉が証人となった[14]。常とは、結婚11年目に常の素行上の理由で双方納得のうえ離婚した[14]。
- 将棋を愛好し、福沢諭吉・服部金太郎・芳川顕正らとともに名人小野五平の後援者であった[15]。

## 家族
- 父・森有恕、母・阿里
- 長兄・喜藤太有秀、次兄・喜八郎（青山良顕）、三兄・三熊（夭折）、四兄・喜三次（横山正太郎安武。1870年政府に建白し自刃）
- 最初の妻・広瀬常（1855年生）。静岡県の士族広瀬秀雄の長女[16]。開拓使女学校卒[17]。1875年に森と契約結婚し、外交官の妻として英国に4年半滞在、帰国後離婚[16]。森との間に3児。長男・森清（貴族院子爵議員）[18]。次男・森英、長女・安。離婚の原因として娘の安が青い目の子であったためとする説があったが、作家の森本貞子は、常の実家の養嫡子となった広瀬重雄が森の恩人である伊藤博文の暗殺を企てた静岡事件の首謀者であったためという説をとっている[19]。常の妹・福子は明治屋創業者・磯野計の妻。
- 後妻・岩倉寛子（岩倉具視の娘）。有馬頼萬との間で離婚歴有り[20]。森の死亡により結婚生活は約1年半。
- 中渋谷教会の牧師・森明は寛子との息子である。その娘・関屋綾子は一家について『一本の樫の木　淀橋の家の人々』（1981年）を刊行。
- 仏文学者・哲学者の森有正は有礼の孫（明の子）にあたる。

## 墓所・霊廟・銅像
墓所は青山霊園(1イ1-12)

若き薩摩の群像

昭和57年（1982年）、鹿児島中央駅前東口広場に彫刻家の中村晋也が制作した薩摩藩英国留学生の像『若き薩摩の群像』の一人として銅像が建てられている。

## 年譜
- 弘化4年（1847年） - 誕生。
- 安政5年（1858年） - 藩校「造士館」入学。
- 元治元年（1864年） - 藩洋学校「開成所」入学。
- 慶応元年（1865年） - 薩摩藩英国留学生として英国渡航。ロシア旅行。
- 慶応3年（1867年） - 米国渡航、新興宗教トマス・レイク・ハリス教団に所属。
- 明治元年（1868年） - 帰国後、徴士外国官権判事、学校取調兼勤。
- 明治2年（1869年） - 廃刀案を否決され辞表提出、佐賀の兄・横山安武を訪問。
- 明治3年（1870年） - 興国寺跡で英学塾を開く。横山安武自刃。12月に外山正一ら5名を伴い少弁務使として米国渡航（1871年1月）。任務は米国との外交事務と留学生の管轄[22]。
- 明治5年（1872年） - 米国中弁務使、ついで米国代理公使に昇任。
- 明治6年（1873年） - 帰国後「明六社」結成，外務大丞に昇任。
- 明治8年（1875年） - 広瀬常と結婚。このとき日本で初めての婚姻届が出される。長男・森清誕生。特命全公使として清国渡航。
- 明治10年（1877年） - 帰国後、外務卿代理に昇任。
- 明治11年（1878年） - 外務大輔に昇任。
- 明治12年（1879年） - 駐英公使として英国渡航。
- 明治17年（1884年） - 帰国後、参事院議官、文部省御用掛兼勤。
- 明治18年（1885年） - 第一次伊藤内閣初代文部大臣就任。「学政要領」立案。
- 明治19年（1886年） - 学位令、師範学校令、小学校令、中学校令、諸学校通則などを公布。妻の常と離婚。このとき日本で初めての離婚届が出される。
- 明治20年（1887年） - 岩倉寛子と再婚。子爵となる。各地で学事巡視。伊勢神宮不敬事件起こり、森が疑われる。
- 明治21年（1888年） - 三男・森明誕生。
- 明治22年（1889年） - 刺殺され、43歳（数え年）で没。

## 栄典
位階
- 明治2年1月18日 - 従五位下
- 明治3年
  - 6月20日 - 位記返上
  - 閏10月5日 - 従五位
- 1875年（明治8年）
  - 9月20日 - 正五位
  - 11月22日 - 従四位
- 1885年（明治18年）10月1日 - 正四位[24]
- 1886年（明治19年）10月19日 - 従二位[25]
- 1889年（明治22年）2月14日 - 贈正二位、金幣五千円[26]

勲章等
- 1878年（明治11年）2月6日 - 勲二等旭日重光章
- 1886年（明治19年）3月11日 - 勲一等旭日大綬章
- 1887年（明治20年）5月9日 - 子爵[27]

## 著作
- 『文部大臣森子爵之教育意見』 日下部三之介編纂、日下部三之介、1887年2月
- 「原典」（大久保利謙著 『森有礼』 文教書院〈日本教育先哲叢書〉、1944年4月）
- 「森有礼篇」（大久保利謙編 『明治文学全集 3 明治啓蒙思想集』 筑摩書房、1967年1月、ISBN 4480103031）
- 『森有禮全集』 大久保利謙編、宣文堂書店、1972年2月（全3巻） 
  - 『新修 森有禮全集』 上沼八郎、犬塚孝明共編、文泉堂書店、1997年3月-2015年1月（既刊9巻）

著書
- Religious Freedom in Japan : a memorial and draft of charter. 1872.
  - 「英文日本宗教自由論」（吉野作造編輯代表 『明治文化全集 第11巻 宗教篇』 日本評論社、1928年9月 ／ 明治文化研究会編 『明治文化全集 第19巻 宗教篇』 日本評論社、1967年8月 ／ 明治文化研究会編 『明治文化全集 第12巻 宗教篇』 日本評論社、1992年10月、ISBN 4535042527）
  - 「日本に於ける宗教の自由」（三枝博音、清水幾太郎編 『日本哲学思想全書 第8巻 宗教 宗教論一般篇』 平凡社、1955年12月）
- On a representative system of government for Japan.
  - 「日本政府代議政体論」（江村栄一校注 『日本近代思想大系 9 憲法構想』 岩波書店、1989年7月、ISBN 4002300099）
- The proposed national assembly in Japan. Gibson Bros., printers, 1883.

編書
- Life and resources in America. 1871.
  - Lanman, Charles; Mori, Arinori, ju-goi (1872). The Japanese in America. New York: University Pub. Co.,
  - Yoshiyuki Okamura, ｒｅ-ｅｄ. Leaders of the Meiji restoration in America. Tokyo : The Hokuseido press, 1931.
- Education in Japan : a series of letters addressed by prominent Americans to Arinori Mori. New York : D. Appleton, 1873.
  - 『文学興国策』 林楽知訳、広学会、1896年5月
  - 「日本教育策」（吉野作造編集代表 『明治文化全集 第10巻 教育篇』 日本評論社、1928年3月 ／ 明治文化研究会編 『明治文化全集 第18巻 教育篇』 日本評論社、1967年9月 ／ 明治文化研究会編 『明治文化全集 第11巻 教育篇』 日本評論社、1992年10月、ISBN 4535042519） - 抄訳
  - 「日本の教育」（尾形裕康著 『学制実施経緯の研究』 校倉書房、1963年11月）
  - 「日本の教育」（永井道雄編 『日本の教育思想』 徳間書店〈近代日本の名著〉、1967年5月） - 抄訳
- Charles Lanman Leading men of Japan: with an historical summary of the empire. Boston, Mass. : D. Lothrop Co., 1883.

## 関連文献
- 「故文部大臣履歴」（『官報』第1686号、1889年2月15日。）
- 大華居士手録 『森文部大臣遭難録』 紅雪書院出版局、1889年。
- 海門山人著 『森有礼』 民友社、1897年。
  - 大久保利謙編 『森有禮全集 第3巻』 宣文堂書店、1972年 ／ 上沼八郎、犬塚孝明共編 『新修 森有禮全集 別巻1 復刻篇』 文泉堂書店、1999年。
- 木村匡著 『森先生伝』 金港堂書籍、1899年 ／ 国書刊行会〈明治教育古典叢書〉、1980年 ／ 大空社〈伝記叢書〉、1987年。
- 高橋淡水著 『森有礼と星亨』 良書普及会、1918年。
- 石神今太編 『五十年祭追悼記念 故森有礼先生略伝』 鹿児島県教育会、1938年。
- 『南国史叢』第4輯（子爵森有礼先生追悼講演会記念号）、薩藩史研究会、1939年6月
- 大久保利謙著 『森有礼』 文教書院、1944年。
  - 大久保利謙著 『大久保利謙歴史著作集 8 明治維新の人物像』 吉川弘文館、1989年。ISBN 4642035982
- 太田絍子、湯田純江 「森有礼」（昭和女子大学近代文学研究室編 『近代文学研究叢書 第1巻』 昭和女子大学光葉会、1956年1月）
- 海後宗臣ほか 「森有礼の思想と教育政策」（『東京大学教育学部紀要』第8巻、1965年9月、NAID 40002596326）
- 原田実著 『森有礼』 牧書店、1966年。
- 坂元盛秋著 『森有礼の思想』 時事通信社、1969年。
- Hall, Ivan Parker. Mori Arinori. Harvard University Press, 1973. ISBN 0674587308
- 関屋綾子著 『一本の樫の木 : 淀橋の家の人々』 日本基督教団出版局、1981年。
- 犬塚孝明著 『若き森有礼 : 東と西の狭間で』 KTS鹿児島テレビ、1983年。ISBN 4795229015
- 林竹二著 『林竹二著作集 6 明治的人間』 筑摩書房、1984年。ISBN 4480389067
- 林竹二著 『林竹二著作集 2 森有礼 : 悲劇への序章』 筑摩書房、1986年。ISBN 4480389024
「森駐米代理公使の辞任」（『東北大学教育学部研究年報』第15集、1967年3月、NAID 120000787484）および「森有礼とキリスト教」（同誌第16集、1968年10月、NAID 120000787496）を収録。
- 犬塚孝明著 『森有礼』 吉川弘文館〈人物叢書〉、1986年　ISBN 4642050787、オンデマンド版 2021年　ISBN 9784642750783
- 木村力雄著 『異文化遍歴者森有礼』 福村出版、1986年。
- 井上勝也著 『国家と教育 : 森有礼と新島襄の比較研究』 晃洋書房、2000年。ISBN 477101146X
- 上沼八郎 「森有礼」（伊藤隆、季武嘉也編 『近現代日本人物史料情報辞典』 吉川弘文館、2004年。ISBN 4642013415）
- 秋枝蕭子著 『森有礼とホーレス・マンの比較研究試論 : 日米近代女子教育成立史研究の過程から』 梓書院、2004年。ISBN 4870352397
- 犬塚孝明、石黒敬章著 『明治の若き群像 : 森有礼旧蔵アルバム』 平凡社、2006年。ISBN 4582833306
- 長谷川精一著 『森有礼における国民的主体の創出』 思文閣出版、2007年。ISBN 4784213678
- Swale, Alistair. The political thought of Mori Arinori: a study in Meiji conservatism. Japan Library, 2000. ISBN 1873410875
- Kobayashi, Toshihiro. Mori Arinori : New light on his Weltanschauung in late Edo and early Meiji Japan and on his language reform discourse. Seijo University, 2009.
- 国吉栄著 『森有礼が切り拓いた日米外交 : 初代駐米外交官の挑戦』 勉誠出版、2018年。ISBN 9784585222132

## 関連作品
小説
- 山田風太郎 『ラスプーチンが来た』 文藝春秋、1984年12月 ／ 文藝春秋〈文春文庫〉、1988年1月、ISBN 4167183110 ／ 筑摩書房〈ちくま文庫〉、1997年10月、ISBN 9784480033512
- 森本貞子 『秋霖譜 : 森有礼とその妻』 東京書籍、2003年7月、ISBN 4487797128
- 林望 『薩摩スチューデント、西へ』 光文社、2007年4月、ISBN 433492543X ／ 光文社〈光文社文庫〉、2010年12月、ISBN 9784334748937
- 植松三十里 『辛夷開花』 文藝春秋、2010年9月、ISBN 4163295704
- 滝沢志郎『明治乙女物語』文藝春秋、2017年7月、ISBN 4163906924

戯曲
- 小山内薫 『戯曲 森有礼』 改造社、1926年8月
  - 森鴎外ほか著 『日本戯曲全集 第四十巻 現代篇第八輯』 春陽堂、1928年5月
  - 小山内薫著 『小山内薫全集 第三巻』 春陽堂、1929年8月 ／ 臨川書店、1975年2月
  - 山本有三ほか著 『明治大正文学全集 第五十巻 戯曲篇第四』 春陽堂、1930年5月
  - 小山内薫著 『小山内薫戯曲集』 創元社〈創元文庫〉、1953年7月
  - 伊藤整ほか編『日本現代文学全集 34 岡本綺堂・小山内薫・真山青果集』 講談社、1968年6月 ／ 1980年5月増補改訂版

テレビドラマ
- 熱い嵐（TBS、1979年2月26日、演：竹脇無我）
- 獅子の時代（NHK大河ドラマ、1980年、演：中山仁）
- 経世済民の男 第一部「高橋是清」（NHK、2015年8月22日・29日、演：谷原章介）
- 津田梅子〜お札になった留学生〜（テレビ朝日、2022年3月5日、演：ディーン・フジオカ）
- らんまん（NHK連続テレビ小説、2023年、演：橋本さとし）